# Семлевский район
Семлевский район — административно-территориальная единица в составе Смоленской области РСФСР, существовавшая в 1939—1960 годах. Административный центр — село Семлево.

## Население
По данным переписи 1959 года в Семлевском районе проживало 12 838 чел..

## История
Семлевский район был образован 16 мая 1939 года в составе Смоленской области из частей территории Вяземского, Всходского, Знаменского и Издешковского районов.
По данным 1940 года район включал 21 сельсовет: Бушуковский, Гришинский, Дебревский, Калпитский, Клетковский, Мармоновский, Покровский, Поляновский, Потаповский, Пусто-Трошинский, Путьковский, Раменский, Рыхловский, Самцовский, Сапроновский, Семлевский, Станищенский, Хватово-Заводской, Хмельниковский, Шиловский и Юшковский.
5 марта 1960 года Семлевский район был упразднён, а его территория передана в Вяземский район.